# Manuel de Sousa Pinto de Magalhães
Manuel de Sousa Pinto de Magalhães (Porto, 1796 — Maranhão, 12 de novembro de 1862),  1.º barão de Turiaçu, foi um nobre, oficial general e político brasileiro. Foi vice-presidente da província do Maranhão, exercendo a presidência interinamente de 9 de julho a 28 de setembro de 1852 e de 18 de maio a 15 de julho de 1854.

## Biografia
Assentou praça no Batalhão de Caçadores de Portugal em 10 de junho de 1811, e fez em 1813 a campanha da Guerra Peninsular. Com o posto de tenente, foi enviado para o Brasil na Divisão dos Voluntários Reais del-Rei, tendo participado nas campanhas contra as tropas de José Gervasio Artigas, ficando como brasileiro ex vi da Constituição brasileira. Foi comandante das Armas do Maranhão, em 1829, inspetor dos Corpos de Exército no Ceará, Maranhão e Pará, em 1849. Promovido ao posto de brigadeiro, foi presidente do Conselho Administrativo da Província do Maranhão, em 1853, e comandante superior da Guarda Nacional da Corte, em 1853. Foi promovido a marechal-de-campo em 1855 e reformou-se no posto de tenente-general.
Era cavaleiro da Ordem da Torre e Espada, de Portugal, comendador da Ordem de São Bento de Avis, cavaleiro da Ordem de Cristo e oficial da Ordem do Cruzeiro. Tinha as medalhas da Península e de Montevidéu. Foi feito barão de Tury-Assú (hoje Turiaçu), com honras de grandeza, por decreto de 2 de dezembro de 1854.